# Nicolas af Belgien
Prins Nicolas of Belgien (Nicolas Casimir Marie; født 13. december 2005) er det andet barn af prins Laurent og prinsesse Claire of Belgien. Han er nummer 13 efter sin søster i tronfølgen til den belgiske trone. 
Den 29. maj 2014 fik han og hans bror, Aymeric af Belgien, deres første kommunion i Sainte-Catherine Bonlez, som er en distrikt af Chaumont-Gistoux i Walloon Brabant-provinsen, hvor den kongelige familie deltog.